# Phloridzine
La phloridzine (ou phlorizine) est un O-hétéroside de dihydrochalcone que l'on rencontre dans la nature. Elle possède une saveur sucrée intense, c'est un précurseur du colorant jaune POP et un inhibiteur compétitif du D-glucose sur les transporteurs SGLT (Sodium Glucose Transporter).

## Origine
La phloridzine est présente dans l'écorce d'arbres fruitiers tel que le poirier (Pyrus communis), le pommier, le cerisier et d'autres arbres de la famille des Rosaceae. On en trouve aussi dans la pomme et ses dérivés (confiture, compote).
Elle a aussi été trouvée à hauteur de 1,5 % dans les feuilles séchées du Lithocarpus litseifolius (Hance) utilisées en Chine pour faire une infusion sucrée.
On l'a trouvé aussi dans les feuilles de plantes de la famille des Symplocaceae connue pour leur infusion sucrée en Chine : Symplocos vacciniifolia et de 0,6 à 0,7 % dans les feuilles de Symplocos lancifolia et  Symplocos spicata respectivement.

## Propriétés

### Structure
La phloridzine est un glucoside, composé d'une unité de glucose attachée à une dihydrochalcone polyphénolique, la phlorétine, par une liaison O-Osidique. Sa structure chimique est similaire à d'autres dihydrochalcones connues pour leur pouvoir sucrant intense : néohespéridine dihydrochalcone et trilobatine.

### Pouvoir édulcorant
La phloridzine est potentiellement utilisable comme édulcorant alimentaire, mais son pouvoir sucrant n'a pas été évalué et elle n'a pas fait l'objet de demande d'utilisation dans ce sens.

### Biologie
La phloridzine permet de réduire la réabsorption rénale du glucose. C'est un inhibiteur compétitif du D-glucose sur les transporteurs SGLT.La conséquence sera l'apparition d'une glycosurie.

## Utilisation
D'après l'INRA, la phloridzine peut être utilisée pour la fabrication d'un colorant jaune vif, très soluble dans l'eau et stable, par l'action de l'enzyme polyphénol oxydase et de l'oxygène. Ce colorant, nommé POP (produit d'oxydation de la phloridzine), pourrait être utilisé dans la confiserie, les sirops et même la cosmétique afin de remplacer la tartrazine, un colorant jaune suspecté de provoquer asthme et urticaire.